# Agustín Arqués
Agustín Arqués y Jover —en valenciano Agustí Arqués i Jover— (Cocentaina, Alicante; 30 de abril de 1734-Valencia, 14 de junio de 1808), el Padre Arqués, fue un religioso e historiador español. 
Perteneció a la Orden de la Merced en la que ingresó en 1749. Fue cronista de la provincia de Valencia en 1778, archivero general de la Orden de la Merced en 1782, maestro de Teología y provincial de la orden en 1796.

## Obras
- Las Glorias de María, 1779.
- Biblioitheca Scriptorum Ordinis B. Mariae de Mercede.
- Nobiliario Alicantino, publicado en 1794.
- Colección de pintores, escultores desconocidos sacada de instrumentos antiguos authenticos, (manuscrito editado por Inmaculada Vidal Bernabé y Lorenzo Hernández Guardiola, Alcoy, 1982).